# Jón Ingi Guðmundsson
Jón Ingi Guðmundsson (* 16. September 1909 in Patreksfjörður, Vestfirðir; † 5. Mai 1989 in Reykjavík) war ein isländischer Wasserballspieler.

## Leben und Karriere
Im Alter von neun Jahren siedelte Jón Ingi mit seinen Eltern, dem Schmied Guðmundur Jónsson und dessen Ehefrau Guðrún Jónsdóttir, nach Hafnarfjörður um. Zwischen 1924 und 1929 absolvierte Jón Ingi in Reykjavík eine Ausbildung zum Maler und schloss diese als Geselle ab. Ein Jahr seiner Ausbildung hatte der Isländer an der Det tekniske Selskab in Kopenhagen verbracht.
Jón Ingi – zwischen 1917 und 1929 isländischer sundkóngur – nahm mit der isländischen Nationalmannschaft und seinen Teamkollegen Jón Jónsson, Jónas Halldórsson, Magnús Pálsson, Stefán Jónsson, Úlfar Þórðarson, Þorsteinn Hjálmarsson und Þórður Guðmundsson am olympischen Wasserballturnier 1936 in Berlin teil. Das Team, das im havelländischen Nauen trainiert hatte, unterlag in der Vorrunde den Mannschaften aus der Schweiz (1:7), Schweden (0:11) und Österreich (0:6). Nach diesen Ergebnissen belegte die Mannschaft den geteilten 13. Platz unter 16 Teilnehmern.
Im Jahr 1938 wurde Jón Ingi ausgebildeter Schwimmtrainer und arbeitete in diesem Beruf seit 1945 an der Austurbæjarskóli in Reykjavík. Daneben betätigte er sich auch als Coach im Schwimmverein „Ægir“ und bei KR Reykjavík. Jón Ingi war Vorstandsmitglied verschiedener Vereine und aktives Mitglied in mehreren Chören. Der Isländer war zweimal verheiratet und hatte sechs Kinder. Er verstarb im Alter von 79 Jahren in einem Reykjavíker Krankenhaus.